# David A. Smart
David A. Smart (4 ottobre 1892 – 15 ottobre 1952) è stato un critico letterario e giornalista statunitense.
È stato il cofondatore della rivista Esquire, insieme ad Arnold Gingrich, e con il fratello Alfred Smart anche coeditore del magazine Coronet.
| Controllo di autorità | VIAF (EN) 9546756 · ISNI (EN) 0000 0000 4539 8009 · LCCN (EN) no2003129384 |